# Noth
Noth [no] (nothois : No), est une commune française située dans le département de la Creuse en région Nouvelle-Aquitaine.

## Géographie

### Généralités

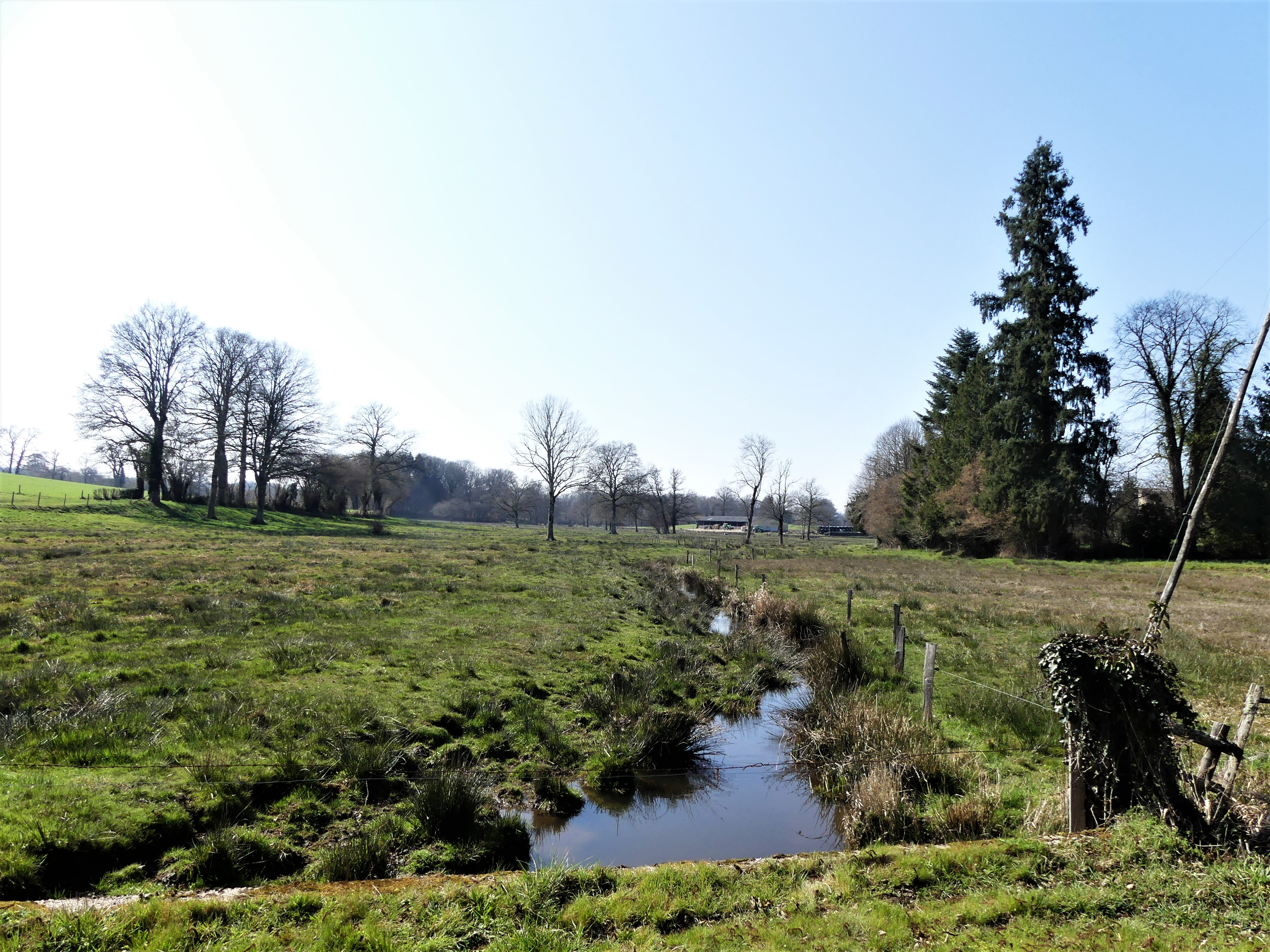
La vallée de la Cazine près de Masgelat.

Dans le quart nord-ouest du département de la Creuse, la commune de Noth s'étend sur 22,89 km2. Elle est traversée du sud-ouest au nord-est par un affluent de la Sédelle, la Cazine, qui alimente un important étang de 54 hectares, celui de la Grande Cazine.
L'altitude minimale avec 339 mètres se trouve localisée au nord-ouest du lieu-dit le Mas, là où le ruisseau d'Aigueperse, sous-affluent de la Cazine, quitte le territoire communal et entre sur celui de Saint-Léger-Bridereix. L'altitude maximale avec 453 mètres est située à l'ouest, au lieu-dit la Roche.
À l'intersection des routes départementales (RD) 49 et 74, le bourg de Noth est situé, en distances orthodromiques, vingt-trois kilomètres à l'ouest-nord-ouest du centre-ville de Guéret, la préfecture.
Le sud du territoire communal est également desservi par la principale voie d'accès routière, la route nationale 145 (2 x 2 voies), axe Montluçon-Bellac) par l'échangeur no 53 qui donne sur la RD 100.

### Communes limitrophes

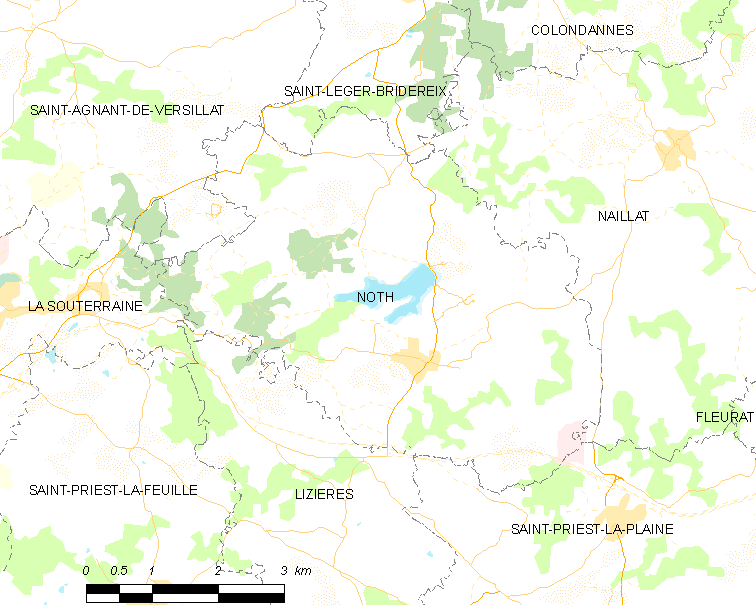
Carte de Noth et des communes avoisinantes.

Noth est limitrophe de six autres communes.
Au sud-ouest, son territoire est distant d'environ 350 mètres de celui de Saint-Priest-la-Feuille.
| Saint-Agnant-de-Versillat | Saint-Léger-Bridereix |                        |
| La Souterraine            | Noth                  | Naillat                |
| Lizières                  |                       | Saint-Priest-la-Plaine |

### Climat
Pour des articles plus généraux, voir Climat de la Nouvelle-Aquitaine et Climat de la Creuse.
Historiquement, la commune est dans une zone de transition entre le climat océanique limousin et le climat montagnard.  
En 2020, Météo-France publie une typologie des climats de la France métropolitaine dans laquelle la commune est dans une zone de transition entre le climat océanique altéré et le climat de montagne et est dans la région climatique  Ouest et nord-ouest du Massif Central, caractérisée par une pluviométrie annuelle de 900 à 1 500 mm, maximale en automne et en hiver.
Pour la période 1971-2000, la température annuelle moyenne est de 10,6 °C, avec  une amplitude thermique annuelle de 14,8 °C. Le cumul annuel moyen de précipitations est de 958 mm, avec 12,9 jours de précipitations en janvier et 7,7 jours en juillet. Pour la période 1991-2020, la température moyenne annuelle observée sur la station météorologique la plus proche, située sur la commune de La Souterraine à 7,74 km à vol d'oiseau, est de 0,0 °C et le cumul annuel moyen de précipitations est de 0,0 mm,. Pour l'avenir, les paramètres climatiques de la commune estimés pour 2050 selon différents scénarios d’émission de gaz à effet de serre sont consultables sur un site dédié publié par Météo-France en novembre 2022.

### Milieux naturels et biodiversité

#### Espaces protégés
La protection réglementaire est le mode d’intervention le plus fort pour préserver des espaces naturels remarquables et leur biodiversité associée,.
Il existe une aire protégée, « étangs de la Cazine », sur le territoire communal. S'étendant sur 79,245 hectares, elle est gérée par le conservatoire d'espaces naturels Nouvelle-Aquitaine.

#### Réseau Natura 2000
Le réseau Natura 2000 est un réseau écologique européen de sites naturels d'intérêt écologique élaboré à partir des directives habitats et oiseaux, constitué de zones spéciales de conservation (ZSC) et de zones de protection spéciale (ZPS).
Aucun site Natura 2000 n'a été défini sur la commune.

#### Zones naturelles d'intérêt écologique, faunistique et floristique
L'inventaire des zones naturelles d'intérêt écologique, faunistique et floristique (ZNIEFF) a pour objectif de réaliser une couverture des zones les plus intéressantes sur le plan écologique, essentiellement dans la perspective d’améliorer la connaissance du patrimoine naturel national et de fournir aux différents décideurs un outil d’aide à la prise en compte de l’environnement dans l’aménagement du territoire.
En 2023, une ZNIEFF est recensée sur la commune d’après l'INPN.
Le site « bois, bocage et étang de la Grande Cazine » est une ZNIEFF de type 1 qui s'étend sur 704 hectares, incluant les étangs de la Grande Cazine et de la Petite Cazine ; elle est située majoritairement sur le territoire de Noth (près de 90 %), et très partiellement sur ceux de Lizières, Saint-Agnant-de-Versillat et La Souterraine,.
Cette zone présente une diversité biologique importante avec 168 espèces animales recensées dont treize espèces déterminantes (deux insectes, quatre mammifères, quatre oiseaux et trois poissons), ainsi que 13 espèces végétales dont six déterminantes de plantes phanérogames.

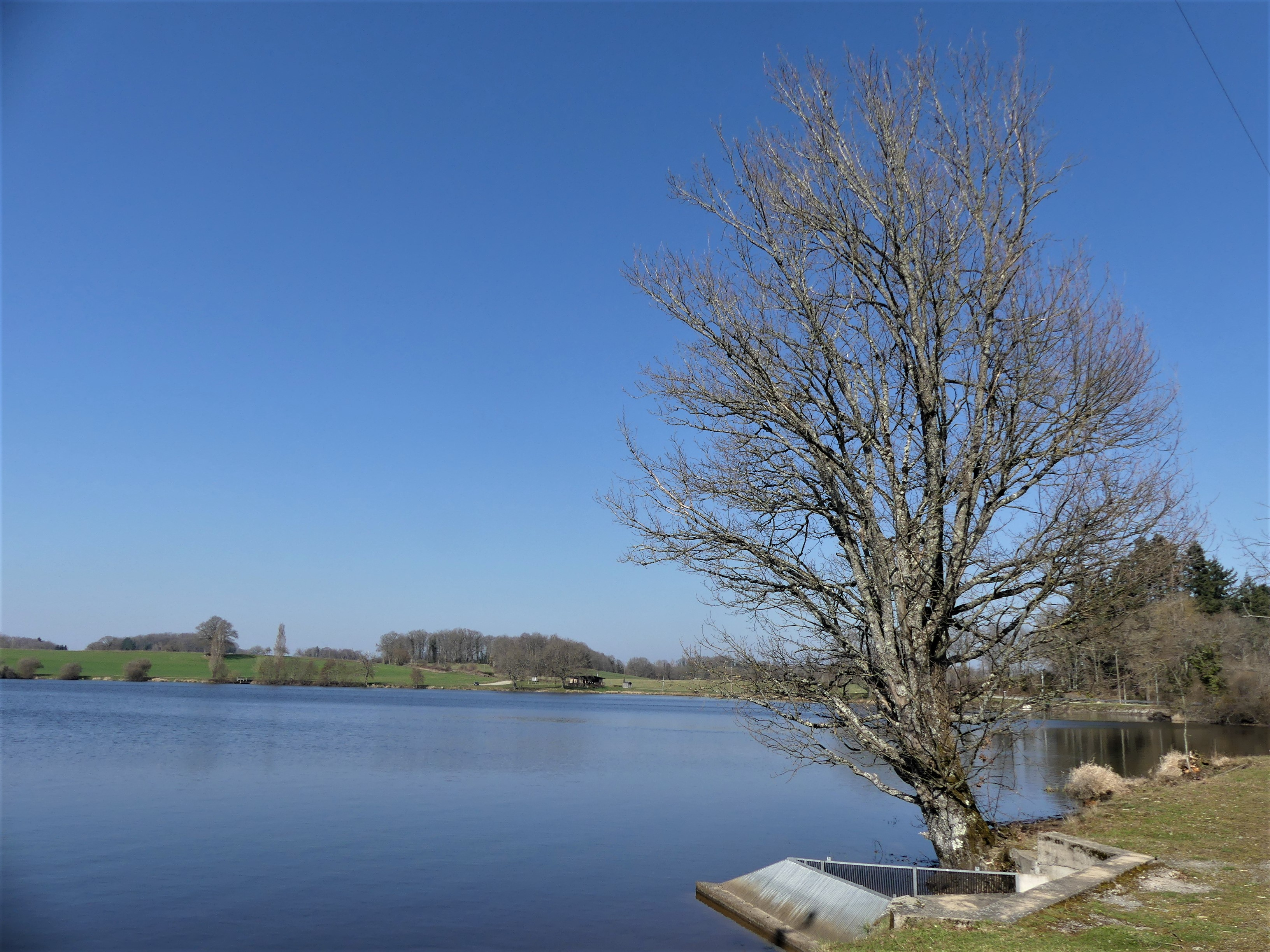
L'étang de la Grande Cazine.
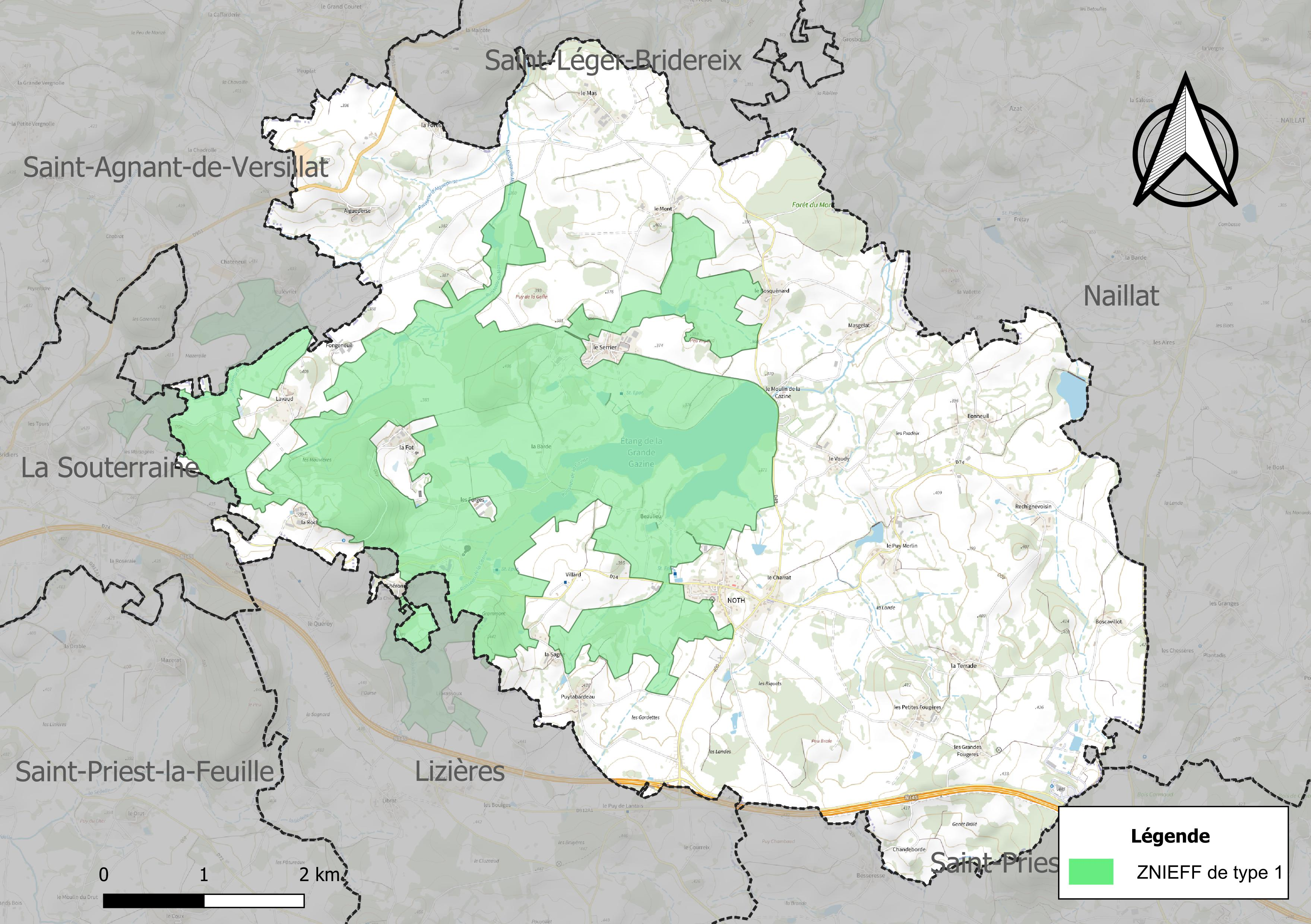
Carte de la ZNIEFF de type 1 à Noth.

## Urbanisme

### Typologie
Au 1er janvier 2024, Noth est catégorisée commune rurale à habitat très dispersé, selon la nouvelle grille communale de densité à 7 niveaux définie par l'Insee en 2022.
Elle est située hors unité urbaine. Par ailleurs la commune fait partie de l'aire d'attraction de Guéret, dont elle est une commune de la couronne,. Cette aire, qui regroupe 72 communes, est catégorisée dans les aires de moins de 50 000 habitants,.

### Occupation des sols
L'occupation des sols de la commune, telle qu'elle ressort de la base de données européenne d’occupation biophysique des sols Corine Land Cover (CLC), est marquée par l'importance des territoires agricoles (82,1 % en 2018), en augmentation par rapport à 1990 (76,4 %). La répartition détaillée en 2018 est la suivante : 
zones agricoles hétérogènes (43,4 %), prairies (38,7 %), forêts (13,5 %), eaux continentales (2,4 %), zones urbanisées (1,1 %), zones industrielles ou commerciales et réseaux de communication (0,9 %). L'évolution de l’occupation des sols de la commune et de ses infrastructures peut être observée sur les différentes représentations cartographiques du territoire : la carte de Cassini (XVIIIe siècle), la carte d'état-major (1820-1866) et les cartes ou photos aériennes de l'IGN pour la période actuelle (1950 à aujourd'hui).

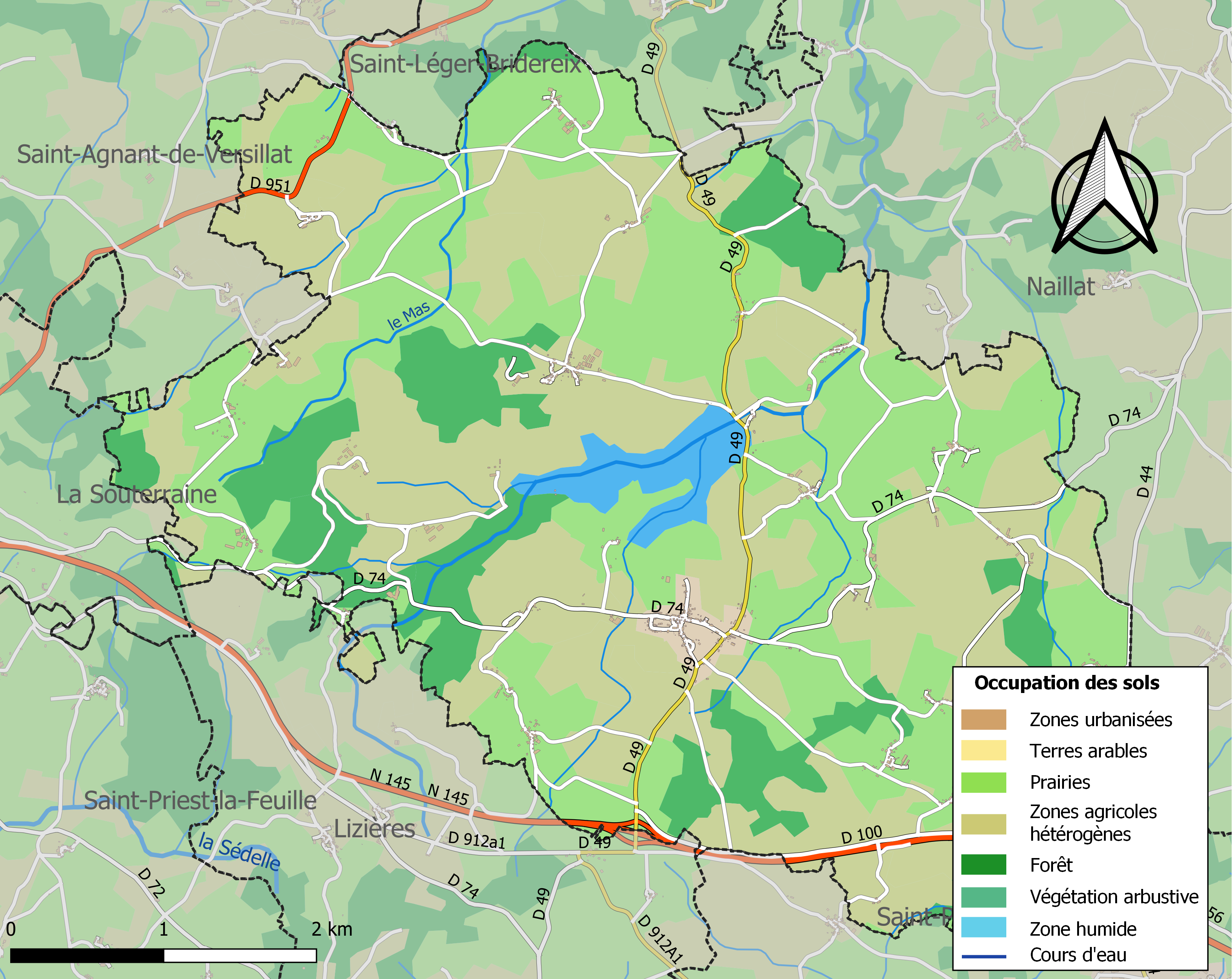
Carte des infrastructures et de l'occupation des sols de la commune en 2018 (CLC).

### Transport routier
- Réseau TransCreuse

### Risques majeurs
Le territoire de la commune de Noth est vulnérable à différents aléas naturels : météorologiques (tempête, orage, neige, grand froid, canicule ou sécheresse) et séisme (sismicité faible). Il est également exposé à un risque technologique, le transport de matières dangereuses, et à un risque particulier : le risque de radon. Un site publié par le BRGM permet d'évaluer simplement et rapidement les risques d'un bien localisé soit par son adresse soit par le numéro de sa parcelle.

#### Risques naturels

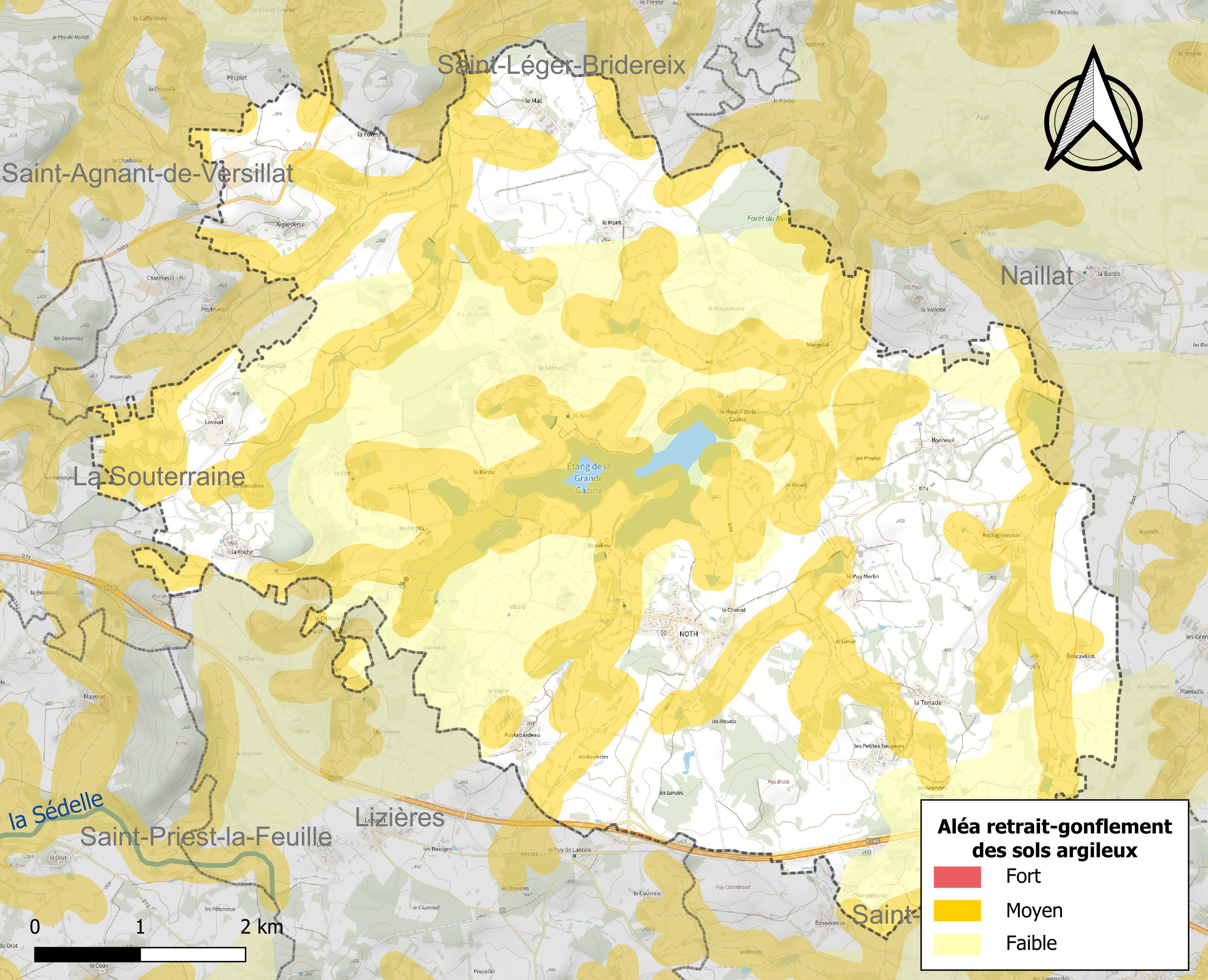
Carte des zones d'aléa retrait-gonflement des sols argileux de Noth.

Le retrait-gonflement des sols argileux est susceptible d'engendrer des dommages importants aux bâtiments en cas d’alternance de périodes de sécheresse et de pluie. 42,4 % de la superficie communale est en aléa moyen ou fort (33,6 % au niveau départemental et 48,5 % au niveau national). Sur les 287 bâtiments dénombrés sur la commune en 2019, 59 sont en aléa moyen ou fort, soit 21 %, à comparer aux 25 % au niveau départemental et 54 % au niveau national. Une cartographie de l'exposition du territoire national au retrait gonflement des sols argileux est disponible sur le site du BRGM,.
Par ailleurs, afin de mieux appréhender le risque d’affaissement de terrain, l'inventaire national des cavités souterraines permet de localiser celles situées sur la commune.
La commune a été reconnue en état de catastrophe naturelle au titre des dommages causés par les inondations et coulées de boue survenues en 1982 et 1999. Concernant les mouvements de terrains, la commune a été reconnue en état de catastrophe naturelle au titre des dommages causés par des mouvements de terrain en 1999.

#### Risques technologiques
Le risque de transport de matières dangereuses sur la commune est lié à sa traversée par une ou des infrastructures routières ou ferroviaires importantes ou la présence d'une canalisation de transport d'hydrocarbures. Un accident se produisant sur de telles infrastructures est susceptible d’avoir des effets graves sur les biens, les personnes ou l'environnement, selon la nature du matériau transporté. Des dispositions d’urbanisme peuvent être préconisées en conséquence.

#### Risque particulier
Dans plusieurs parties du territoire national, le radon, accumulé dans certains logements ou autres locaux, peut constituer une source significative d’exposition de la population aux rayonnements ionisants. Certaines communes du département sont concernées par le risque radon à un niveau plus ou moins élevé. Selon la classification de 2018, la commune de Noth est classée en zone 3, à savoir zone à potentiel radon significatif.

## Toponymie
Il peut s'agir d'un toponyme avec le sens de "marécage".
Son nom en occitan  limousin s'écrit Nòt.

## Histoire
L'actuel territoire communal a été occupé dès le Néolithique jusqu'au IIIe siècle apr. J.-C., comme le prouvent la présence de deux dolmens, de deux tumuli et de neuf monuments sépulcraux.
Bête de Noth : fin 1982 la commune est le théâtre d'un phénomène de bête tueuse d'animaux.

## Politique et administration

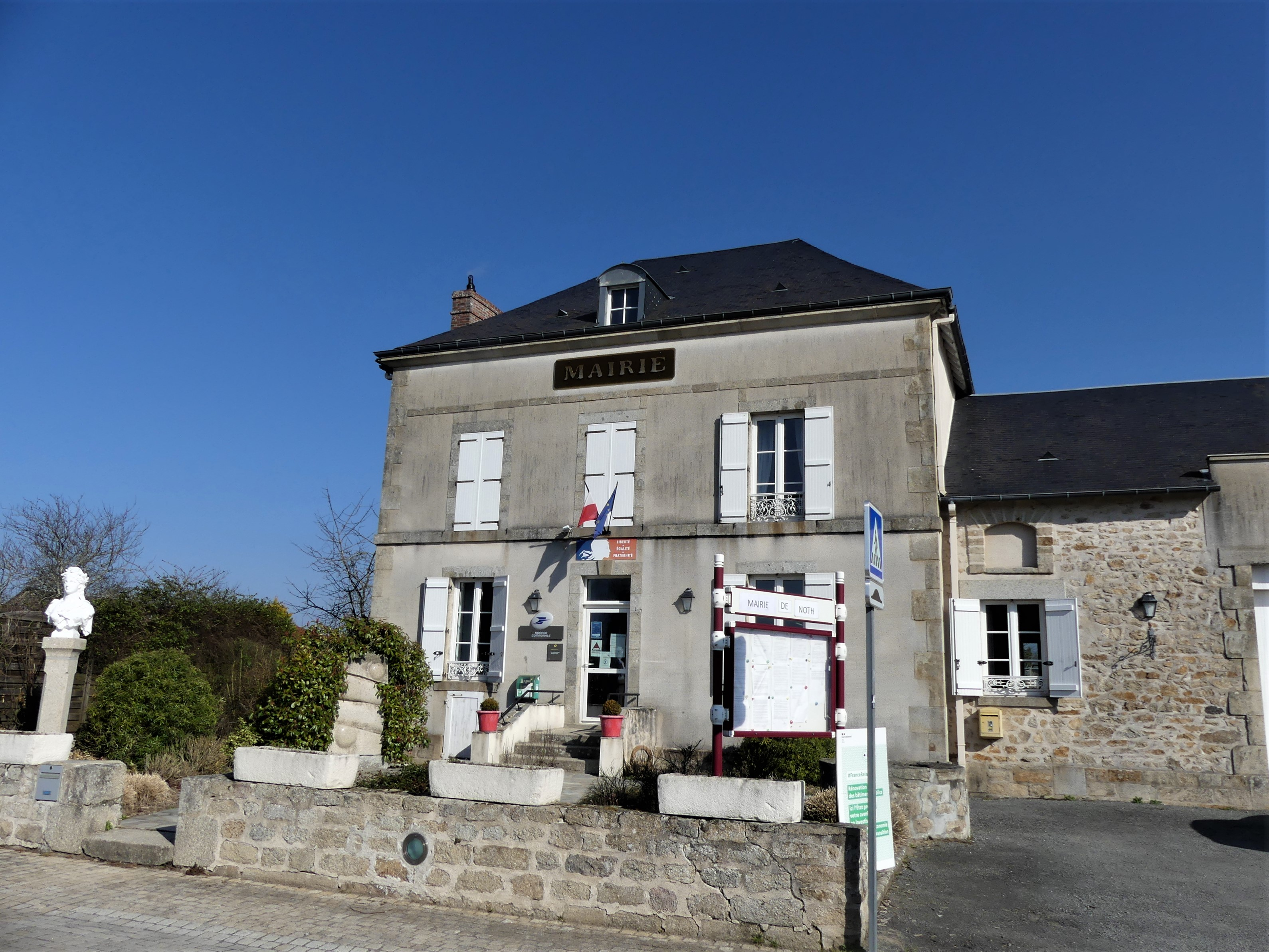
La mairie en 2022.

| Période                                  | Période        | Identité              | Étiquette | Qualité     |
| ---------------------------------------- | -------------- | --------------------- | --------- | ----------- |
| Les données manquantes sont à compléter. |                |                       |           |             |
|                                          |                |                       |           |             |
| septembre 1994                           | 2008           | Christian Petit       |           | Retraité    |
| mars 2008                                | mars 2015      | Michel Dissoubray     | DVG       | Agriculteur |
| avril 2015                               | septembre 2017 | Jean-Claude Vitte     |           | Retraité    |
| décembre 2017                            | mai 2020       | Françoise Puychevrier |           |             |
| mai 2020                                 | En cours       | Jean-Luc Gazonnaud    |           |             |

## Démographie
L'évolution du nombre d'habitants est connue à travers les recensements de la population effectués dans la commune depuis 1793. Pour les communes de moins de 10 000 habitants, une enquête de recensement portant sur toute la population est réalisée tous les cinq ans, les populations de référence des années intermédiaires étant quant à elles estimées par interpolation ou extrapolation. Pour la commune, le premier recensement exhaustif entrant dans le cadre du nouveau dispositif a été réalisé en 2007.

En 2022, la commune comptait 495 habitants, en évolution de −2,37 % par rapport à 2016 (Creuse : −3,32 %, France hors Mayotte : +2,11 %).
| 1793 | 1800 | 1806 | 1821 | 1831 | 1836 | 1841 | 1846 | 1851 |
| ---- | ---- | ---- | ---- | ---- | ---- | ---- | ---- | ---- |
| 725  | 719  | 680  | 802  | 872  | 894  | 914  | 905  | 930  |

| 1856 | 1861 | 1866 | 1872 | 1876 | 1881 | 1886 | 1891 | 1896 |
| ---- | ---- | ---- | ---- | ---- | ---- | ---- | ---- | ---- |
| 929  | 876  | 872  | 876  | 914  | 901  | 899  | 958  | 865  |

| 1901 | 1906 | 1911 | 1921 | 1926 | 1931 | 1936 | 1946 | 1954 |
| ---- | ---- | ---- | ---- | ---- | ---- | ---- | ---- | ---- |
| 901  | 894  | 843  | 739  | 777  | 773  | 739  | 704  | 620  |

| 1962 | 1968 | 1975 | 1982 | 1990 | 1999 | 2006 | 2007 | 2012 |
| ---- | ---- | ---- | ---- | ---- | ---- | ---- | ---- | ---- |
| 589  | 544  | 515  | 451  | 477  | 459  | 510  | 517  | 522  |

| 2017 | 2022 | - | - | - | - | - | - | - |
| ---- | ---- | - | - | - | - | - | - | - |
| 499  | 495  | - | - | - | - | - | - | - |

## Culture locale et patrimoine

### Lieux et monuments

#### Patrimoine civil
- Le château de la Cazine, ou château de la Fot, bâti en 1894, est devenu un hôtel[36],[37].
- Plus au nord se trouve l'ancien manoir de la Fot datant probablement du XVIe siècle, a été modifié aux XIXe et XXe siècles[38],[37].
- Au lieu-dit le Mont, un autre manoir date également probablement de la même période[39].
- L'arboretum de la Fot, à proximité du château de la Cazine.
- L'étang de la Grande Cazine.

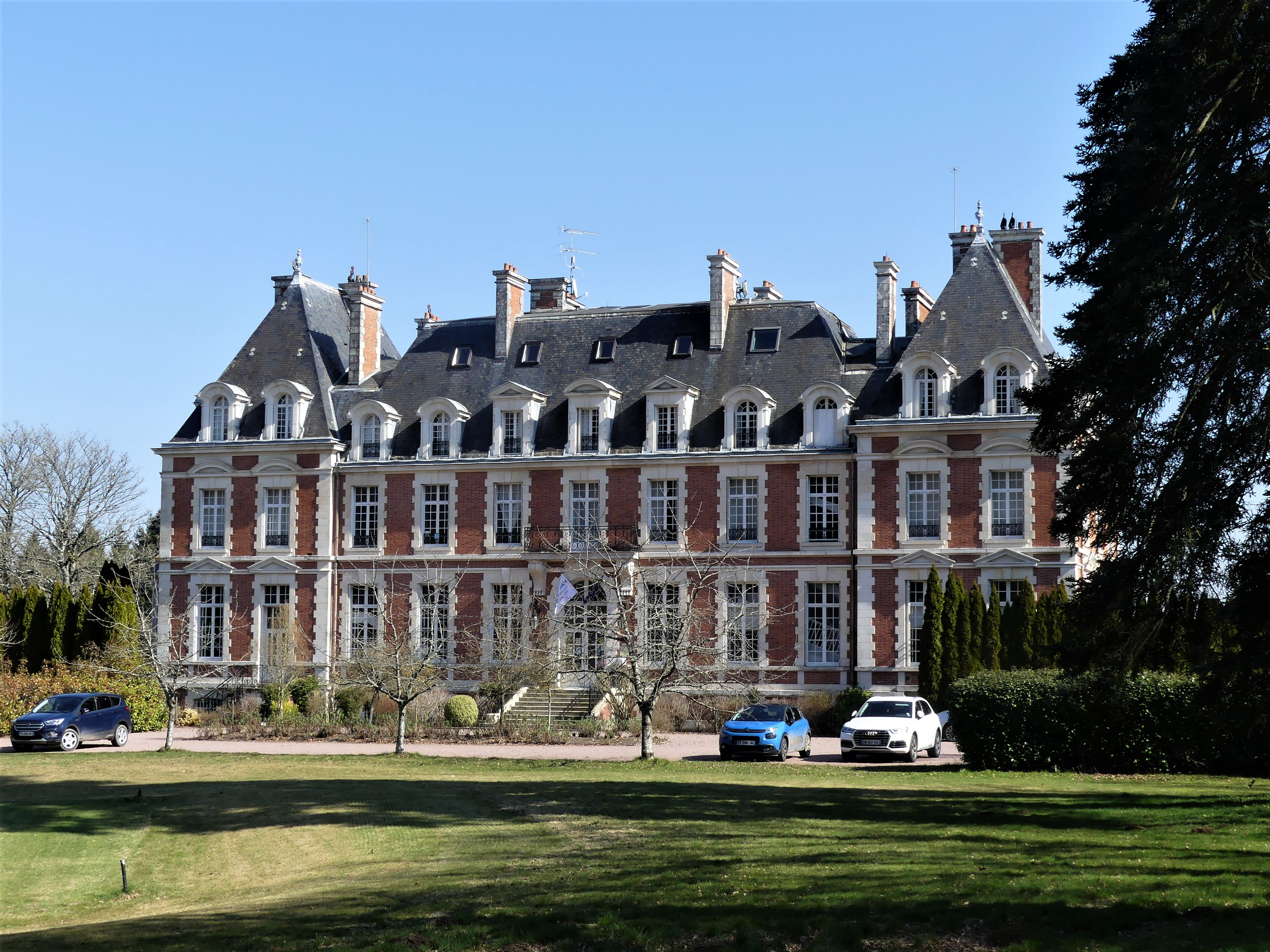
La façade occidentale du château de la Cazine.
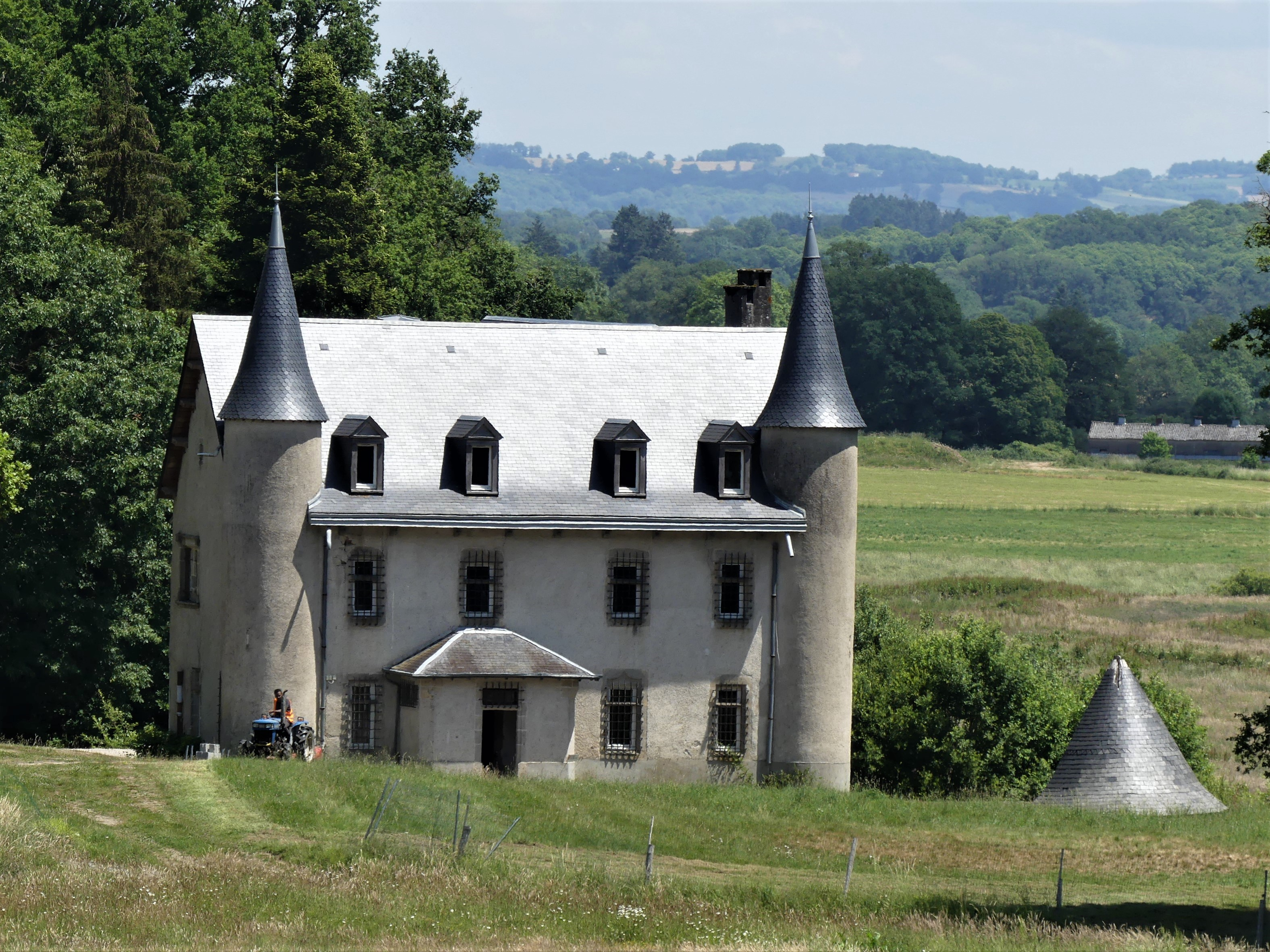
Le manoir de la Fot.
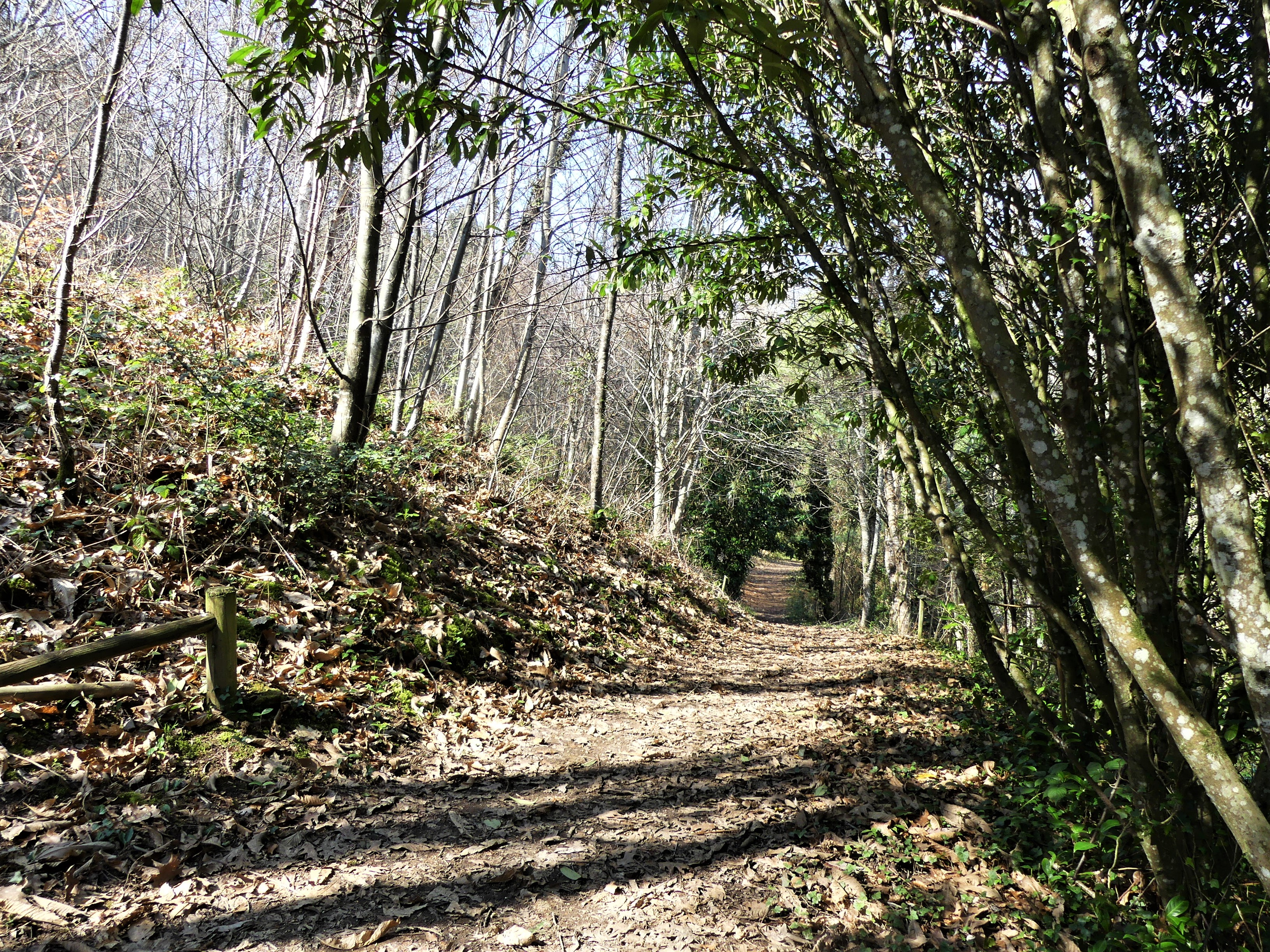
L'arboretum de la Fot.
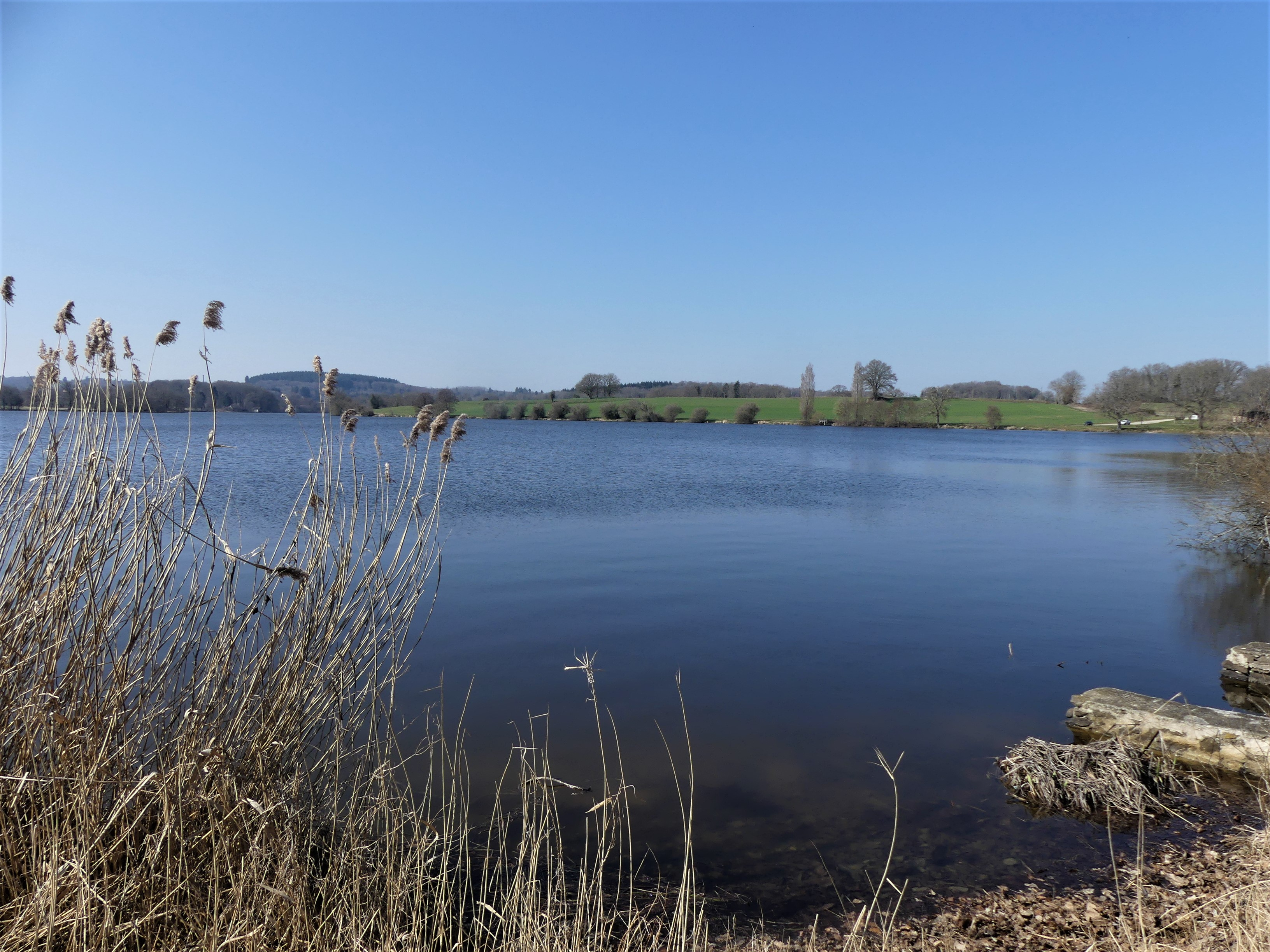
L'étang de la Grande Cazine.
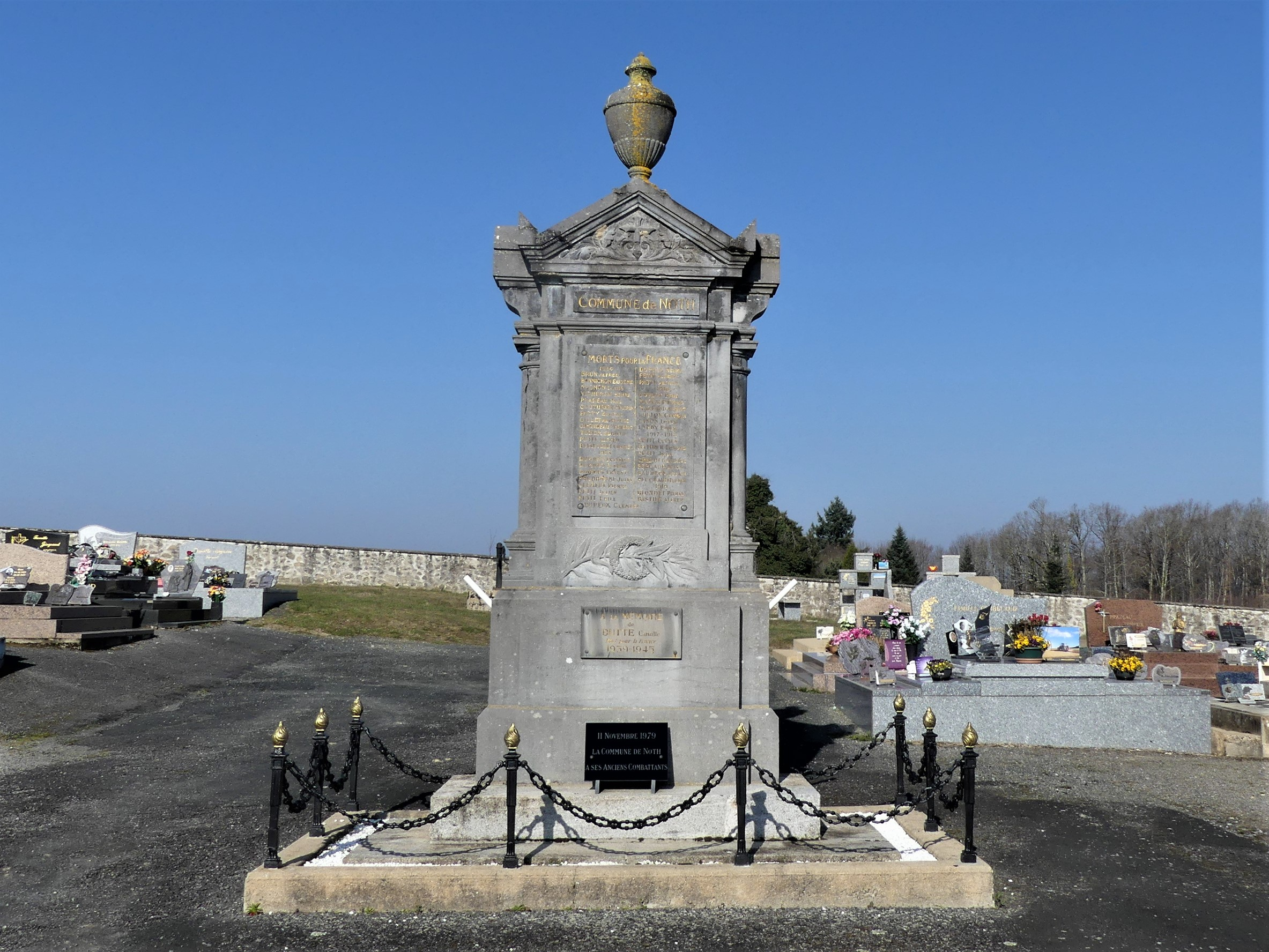
Le monument aux morts, dans le cimetière communal.

#### Patrimoine religieux
- L'église Saint-Pierre-et-Saint-Paul, église fortifiée de l'époque médiévale : tourelles, clocher-donjon, courtine. L'édifice du XIIIe siècle est inscrit au titre des monuments historiques en 1933[40].
- La croix en pierre située face au portail sud de l'église date du XIXe siècle ; elle a la particularité d'être fixée sur un élément de cippe gallo-romain[41].
- À l'entrée ouest du bourg, Oratoire (édifice religieux) Notre-Dame de Bon-Espoir.

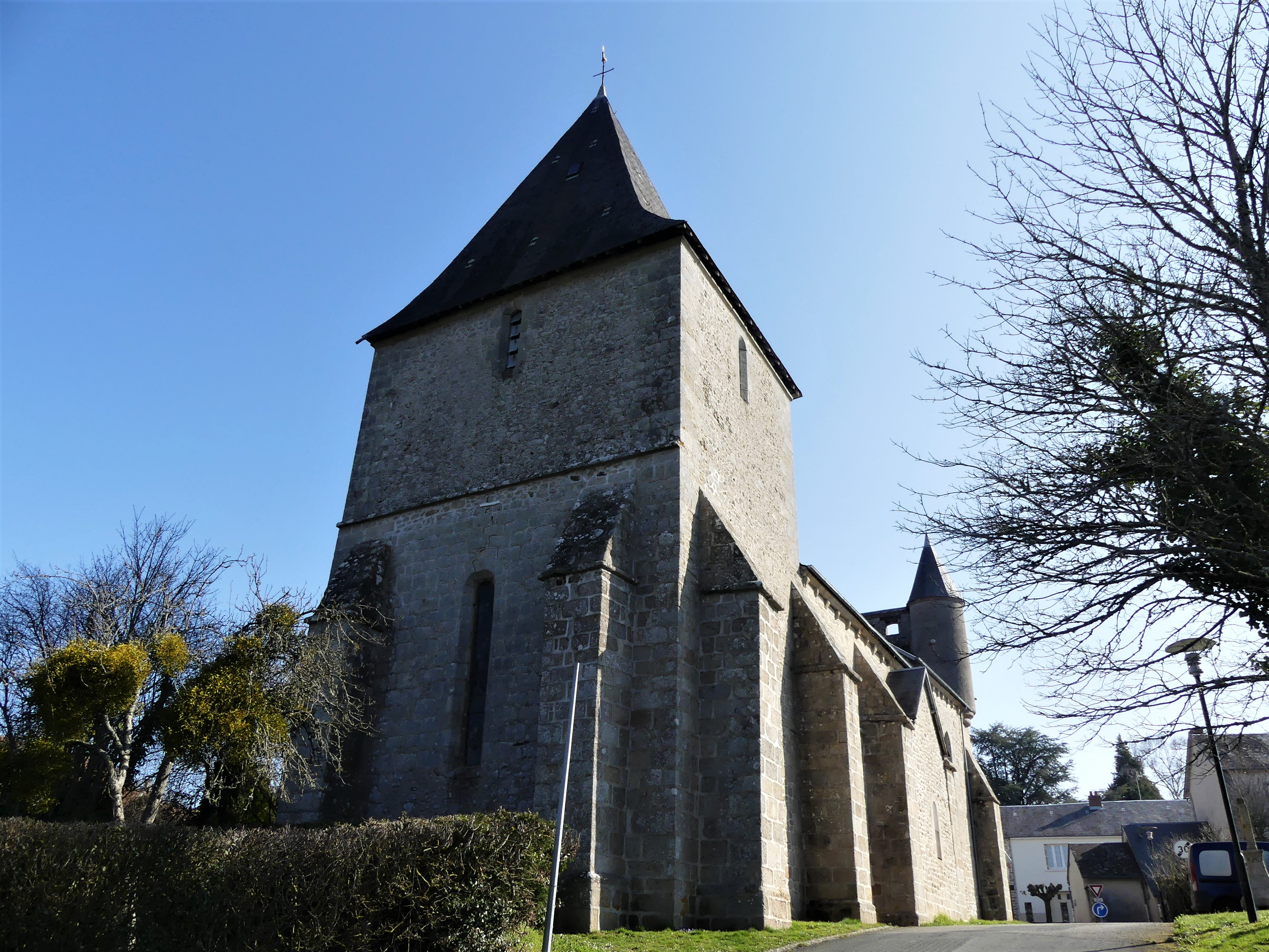
L'église Saint-Pierre-et-Saint-Paul.
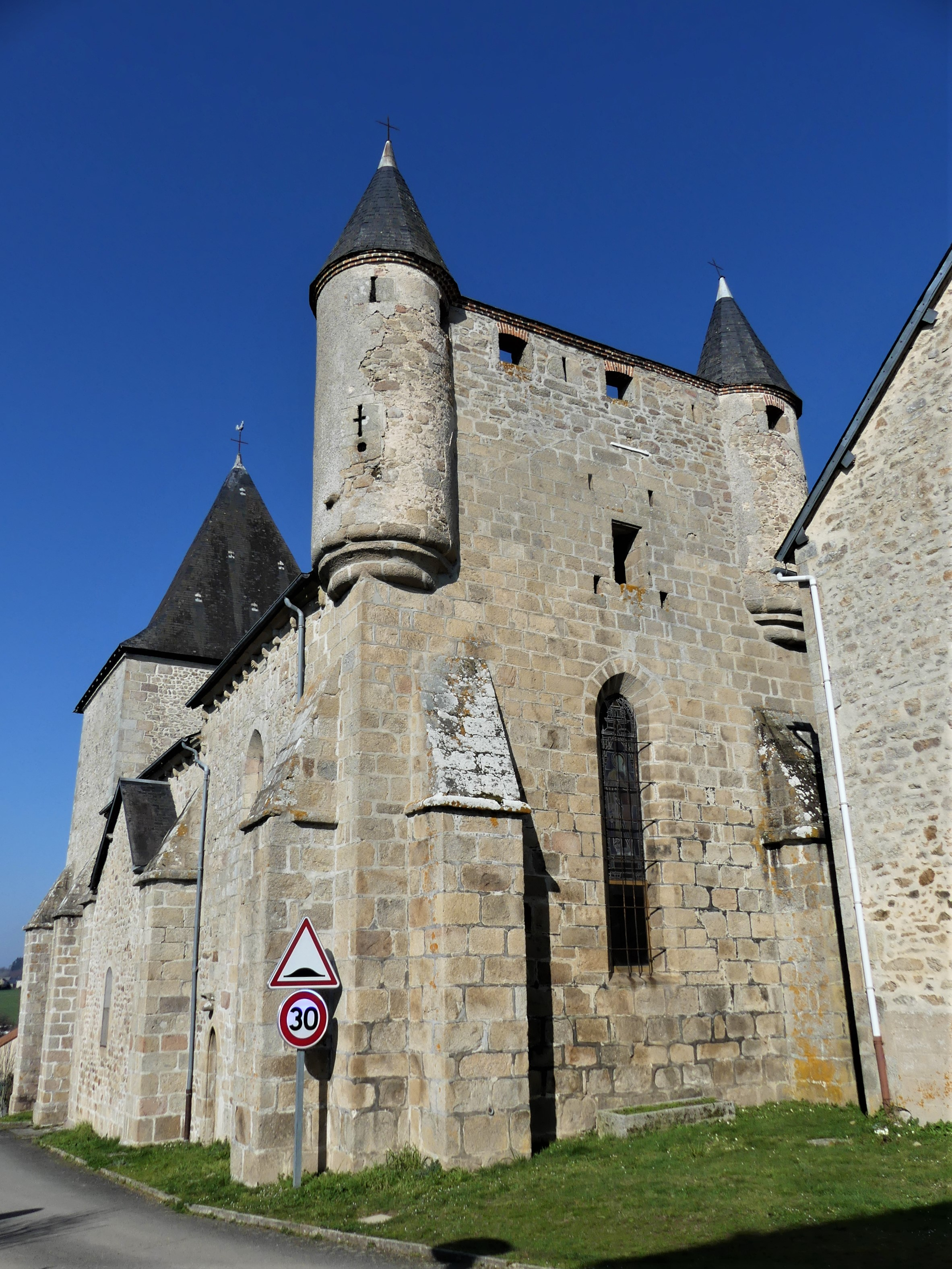
Son chevet fortifié.
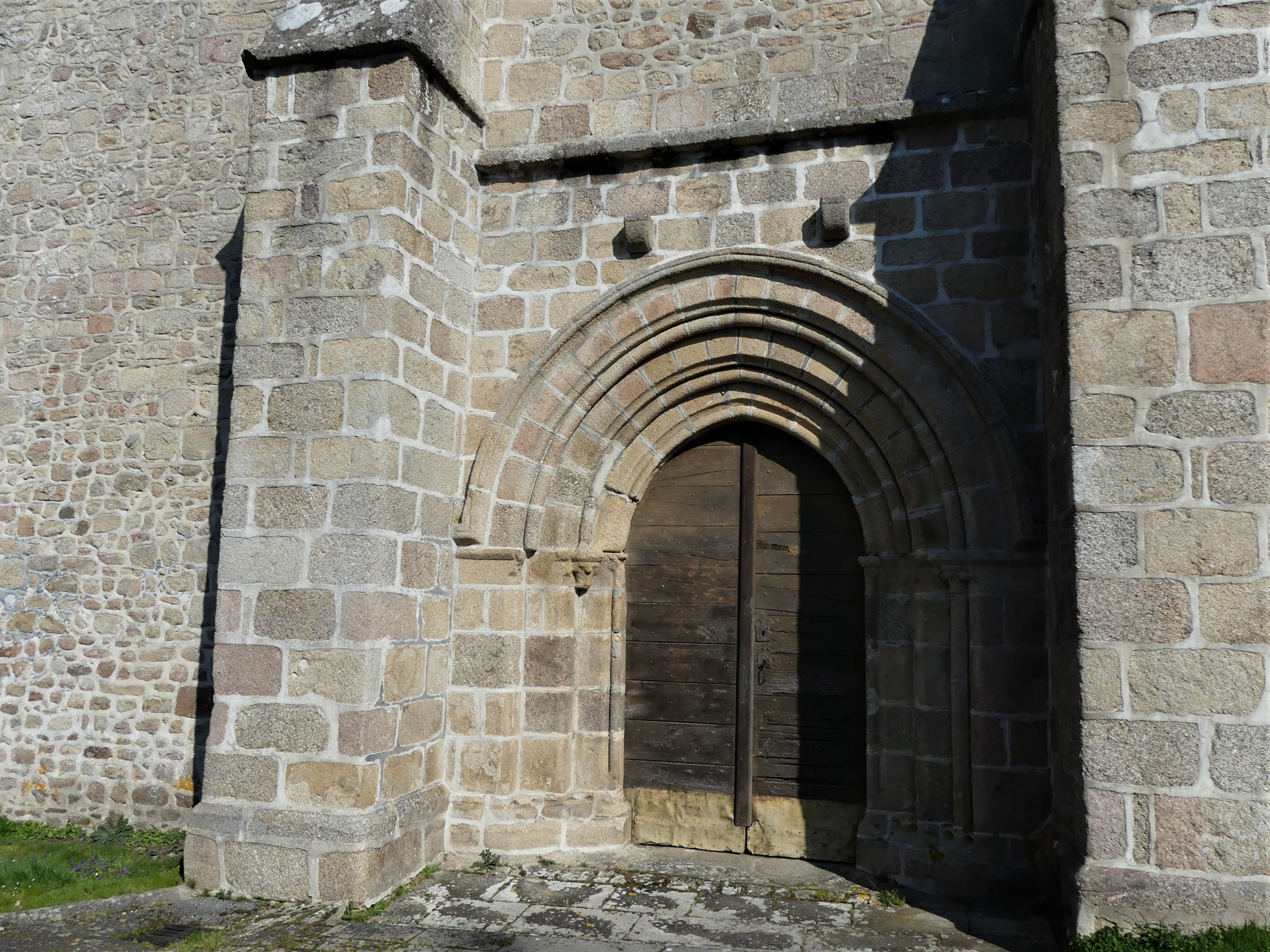
Son portail sud.
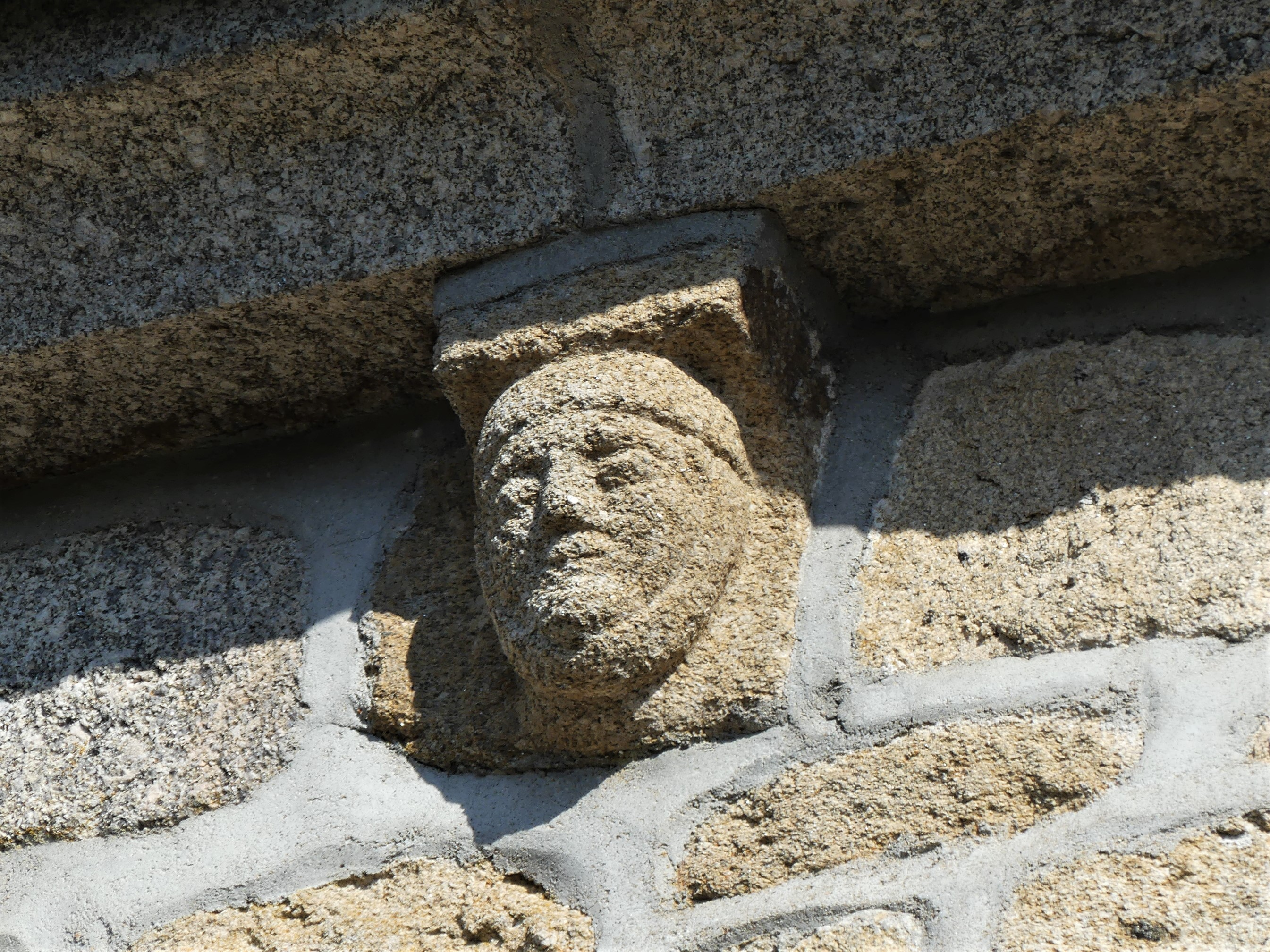
Modillon sculpté.
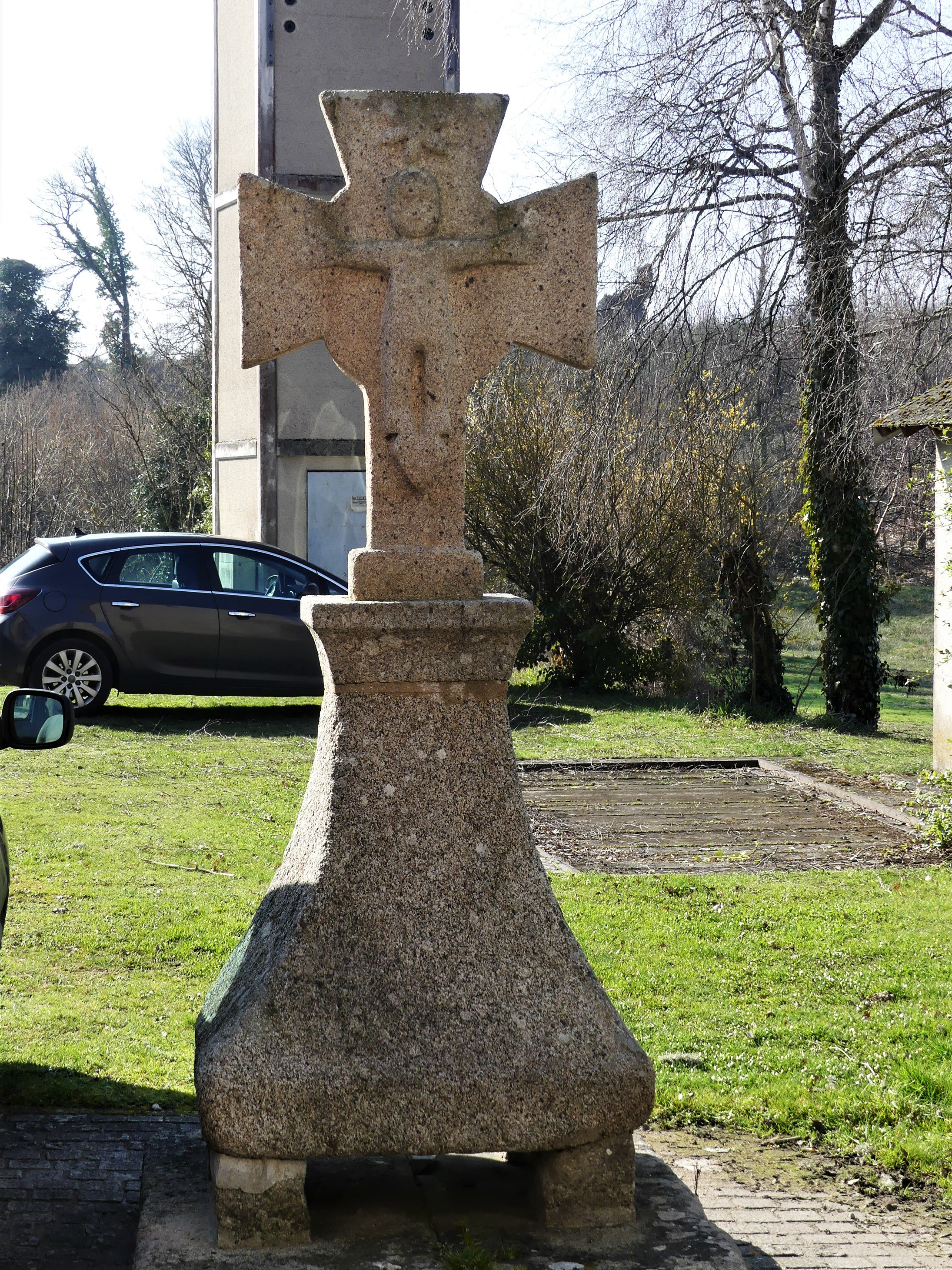
La croix face au portail de l'église.
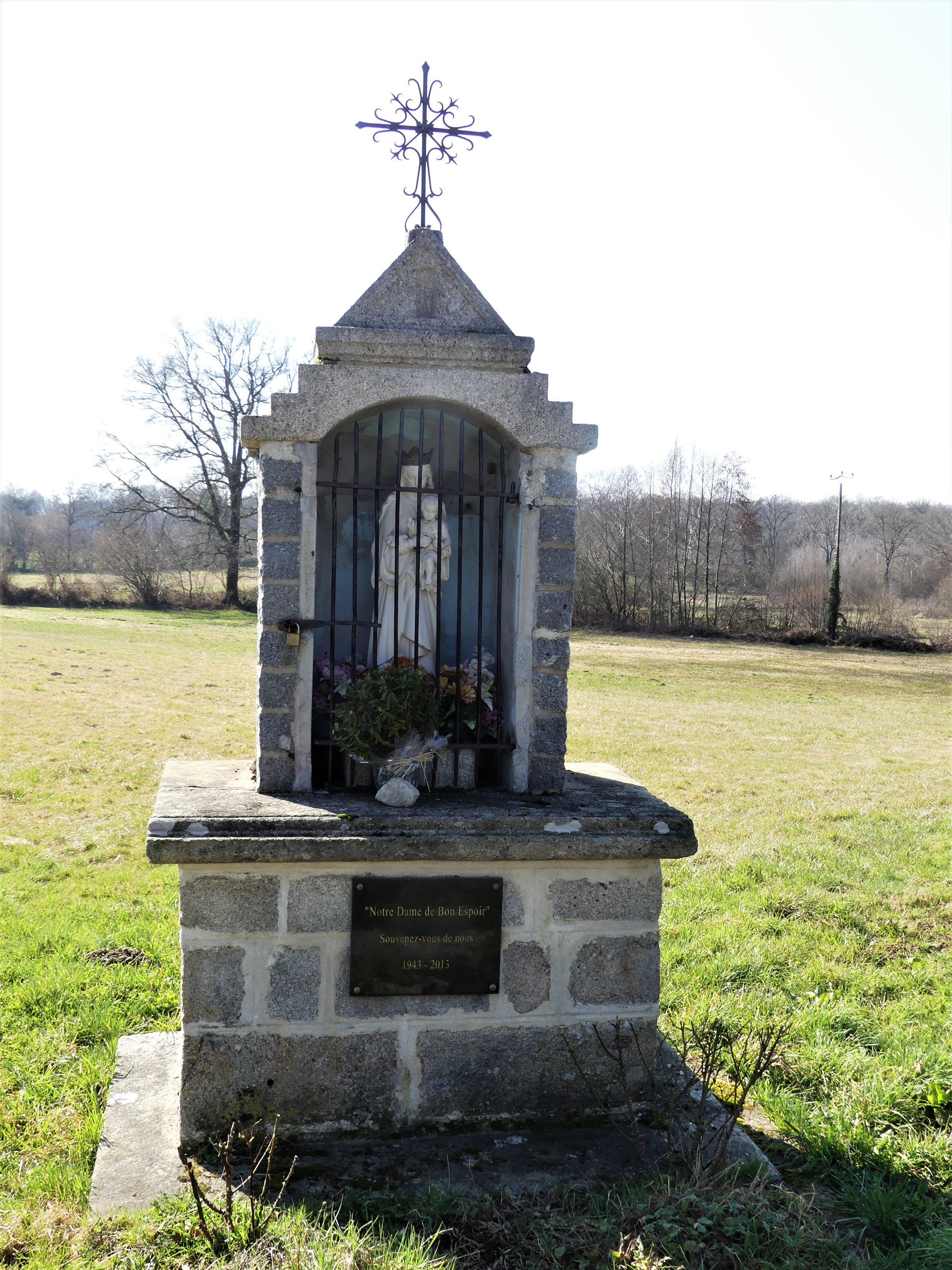
L'oratoire Notre-Dame de Bon-Espoir.
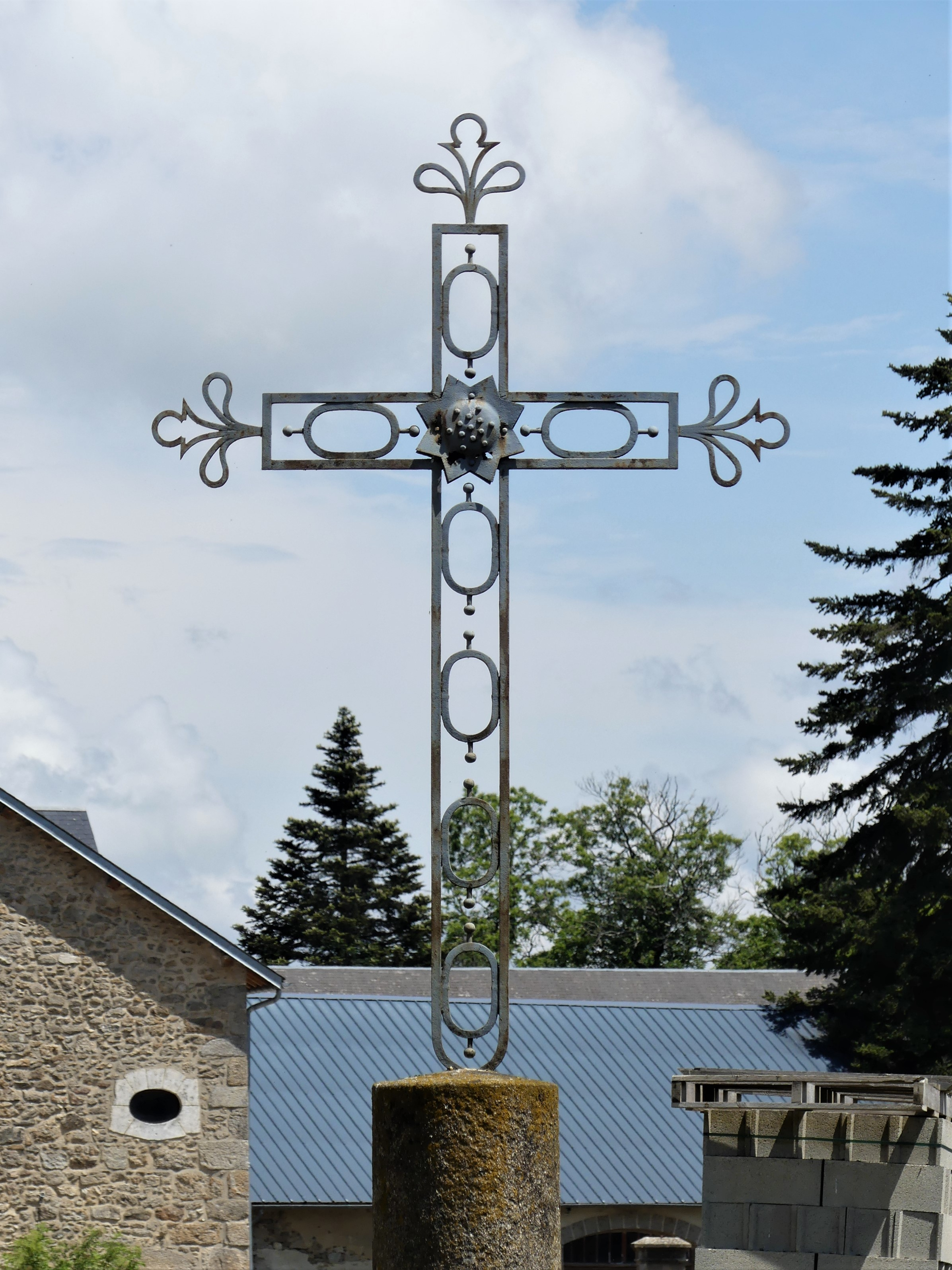
La croix de chemin de la Fot.